# نيكولاي أجييف
نيكولاي ألكسندروفيتش أجييف (بالروسية: Николай Александрович Агеев؛ وُلِد في 1 مايو 1974) هو قاتل متسلسل روسي. في البداية، تمت إدانته بقتل زميله في الزنزانة أثناء قضائه عقوبة بتهمة السرقات، ولكن تم الإفراج عنه لاحقًا بكفالة. وبعد عدة سنوات، بدأ سلسلة من الجرائم التي أدت إلى قتله لامرأة مسنّة وفتاة صغيرة في عام 2018.
تمت إدانته وحكم عليه بالسجن المؤبد، وتم سجنه في مستعمرة ذات نظام خاص، لكنه تمكن من قتل زميله في الزنزانة مرة أخرى في عام 2024. ولجرمه الثاني، تم الحكم عليه بالسجن المؤبد مجددًا، وتم تصنيفه كأحد أخطر المجرمين في منطقة الأورال. 